# Ricaud (Altos Pirineos)
 Ricaud  es una comuna y población de Francia, en la región de Mediodía-Pirineos, departamento de Altos Pirineos, en el distrito de Tarbes y cantón de Tournay. Está integrada en la Communauté de communes du Canton de Tournay.

## Demografía
Su población en el censo de 1999 era de 54 habitantes.
| 86 | 81 | 79 | 66 | 62 | 54 |
| Para los censos de 1962 a 1999 la población legal corresponde a la población sin duplicidades (Fuente: INSEE [Consultar]) |    |    |    |    |    |